# Anopheles albimanus
Anopheles albimanus är en tvåvingeart som beskrevs av Christian Rudolph Wilhelm Wiedemann 1820. Anopheles albimanus ingår i släktet Anopheles och familjen stickmyggor. Inga underarter finns listade i Catalogue of Life.

## Bildgalleri

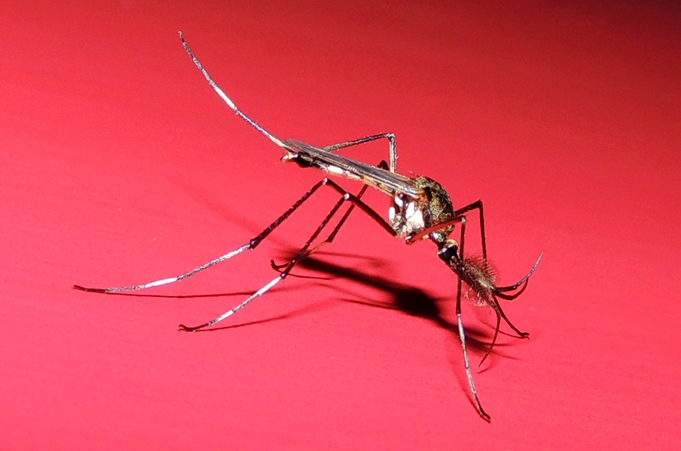
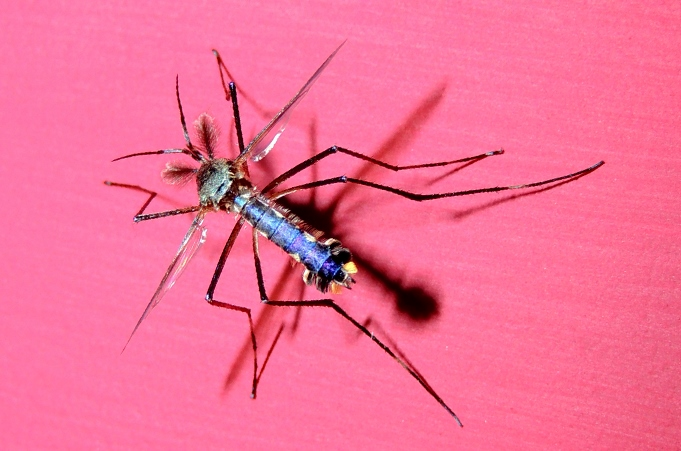
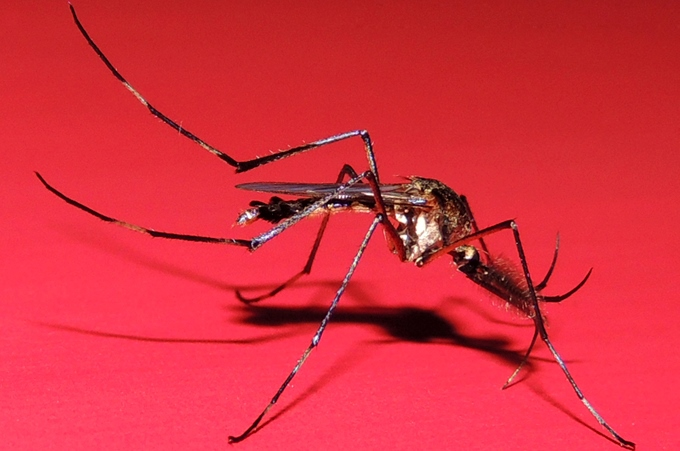